# Trujillina
Trujillina is een geslacht van spinnen uit de  familie van de Ctenidae (kamspinnen).

## Soorten
- Trujillina hursti (Bryant, 1948)
- Trujillina isolata (Bryant, 1942)
- Trujillina spinipes Bryant, 1948